# Thryocephalum
Na classificação taxonômica de Jussieu (1789), Thryocephalum é um gênero  botânico,  ordem Cyperoideae,  classe Monocotyledones com estames hipogínicos (quando os estames se inserem no receptáculo da flor abaixo do nível do ovário).